# Antoine Ajas
 (février 2022).
Antoine Ajas (né Antoine-François Ajas-Carlet à Lyon le 19 mai 1841 et mort à Montreuil le 19 juillet 1915) est un danseur français du Ballet de l'Opéra de Paris, auteur du Traité pratique de la danse donnant la technique détaillée mise à la portée de tous, Paris, Garnier, 1910.
Le 1er juillet 1869, il épouse à Paris 19e Aimée Éléonore Rozé, danseuse au Théâtre de la Porte-Saint-Martin. L'archevêque de Paris leur refuse la célébration du mariage religieux.
Ajas est pensionné de l'Opéra en 1905.